# Oldřetice
Oldřetice je malá vesnice, část obce Raná v okrese Chrudim. Nachází se asi 2,5 km na severovýchod od Rané. V roce 2009 zde bylo evidováno 38 adres. V roce 2001 zde trvale žilo 81 obyvatel.
Oldřetice je také název katastrálního území o rozloze 1,98 km2.

## Další fotografie

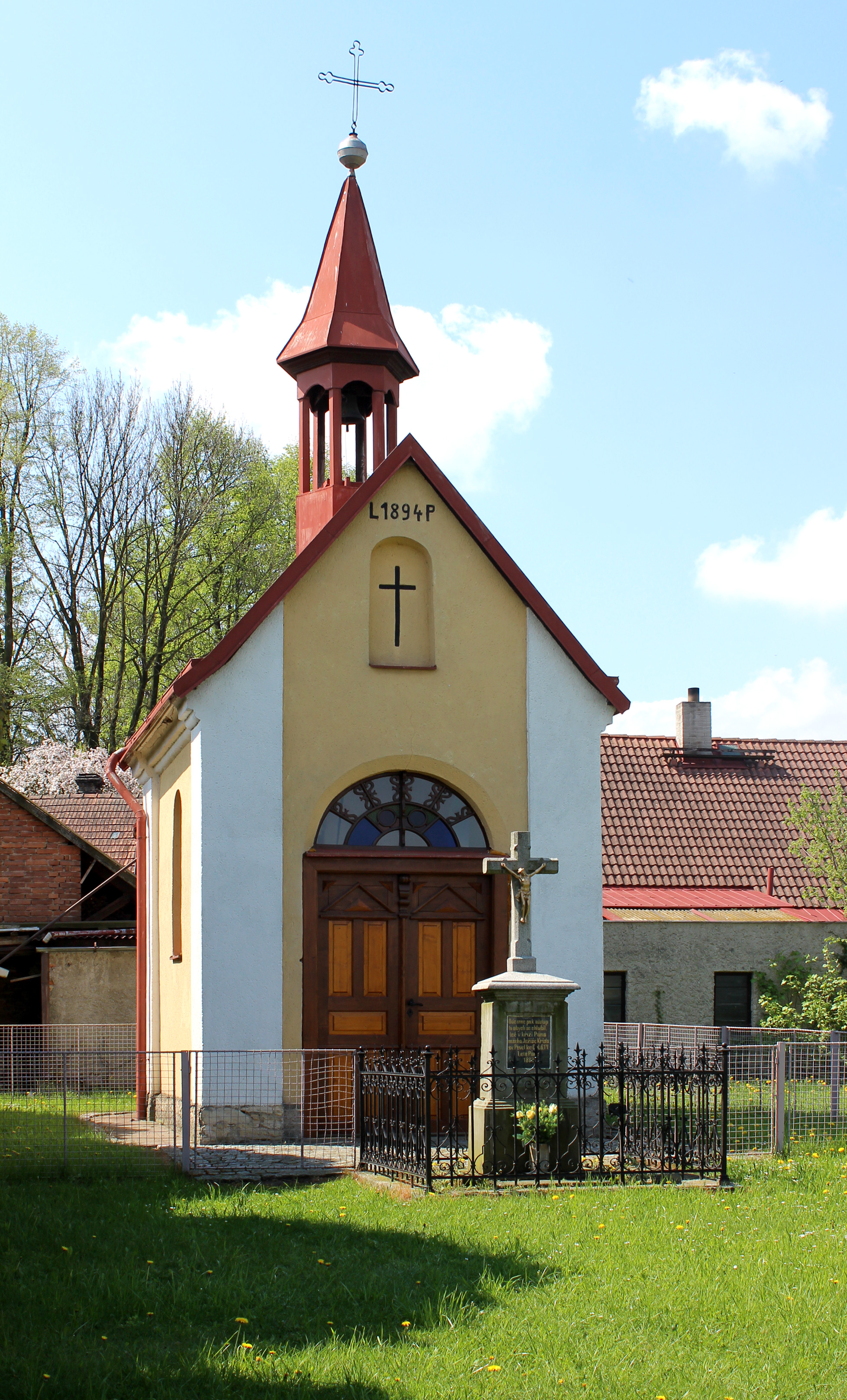
Kaplička s křížkem
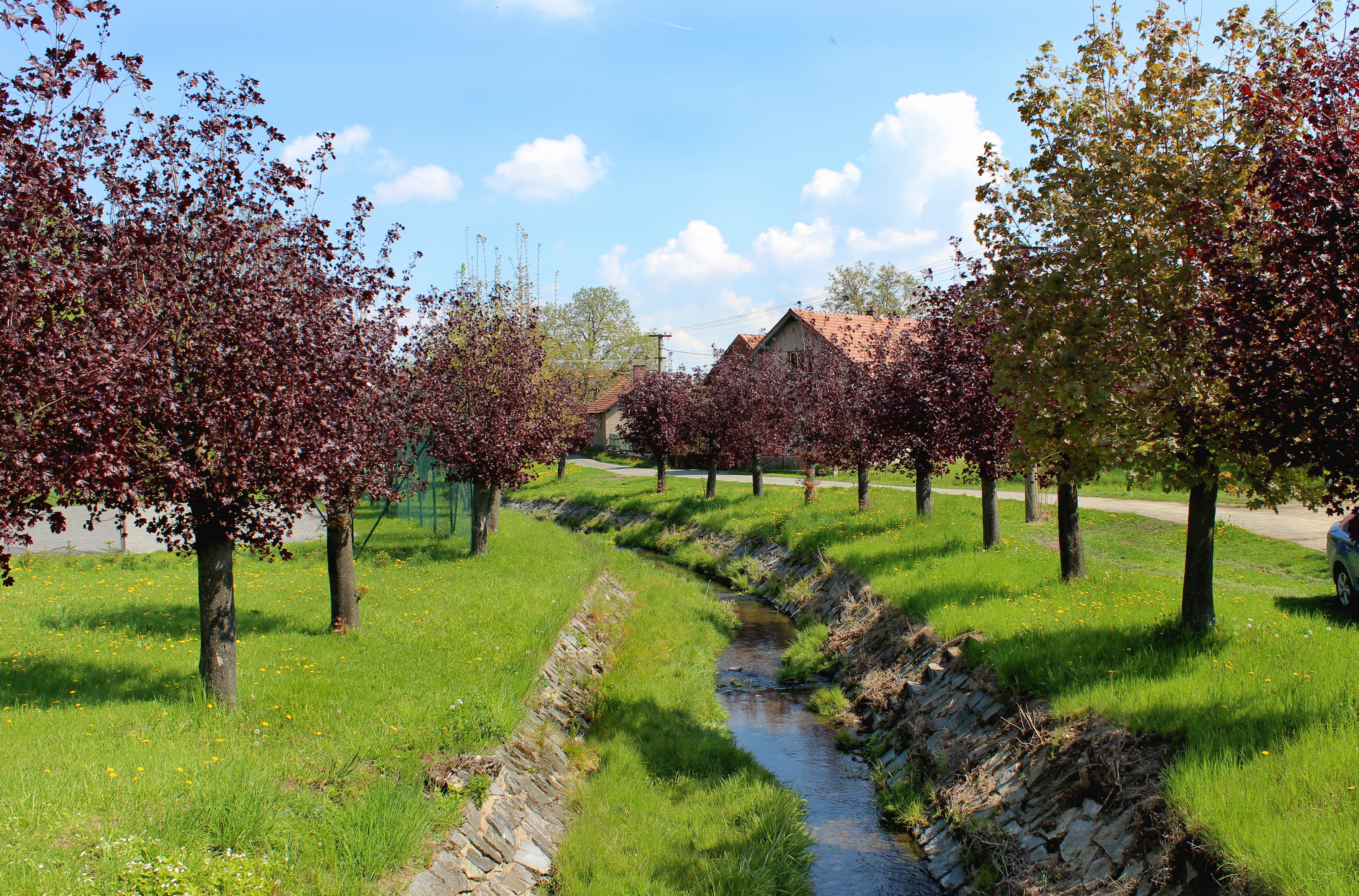
Potok Raná
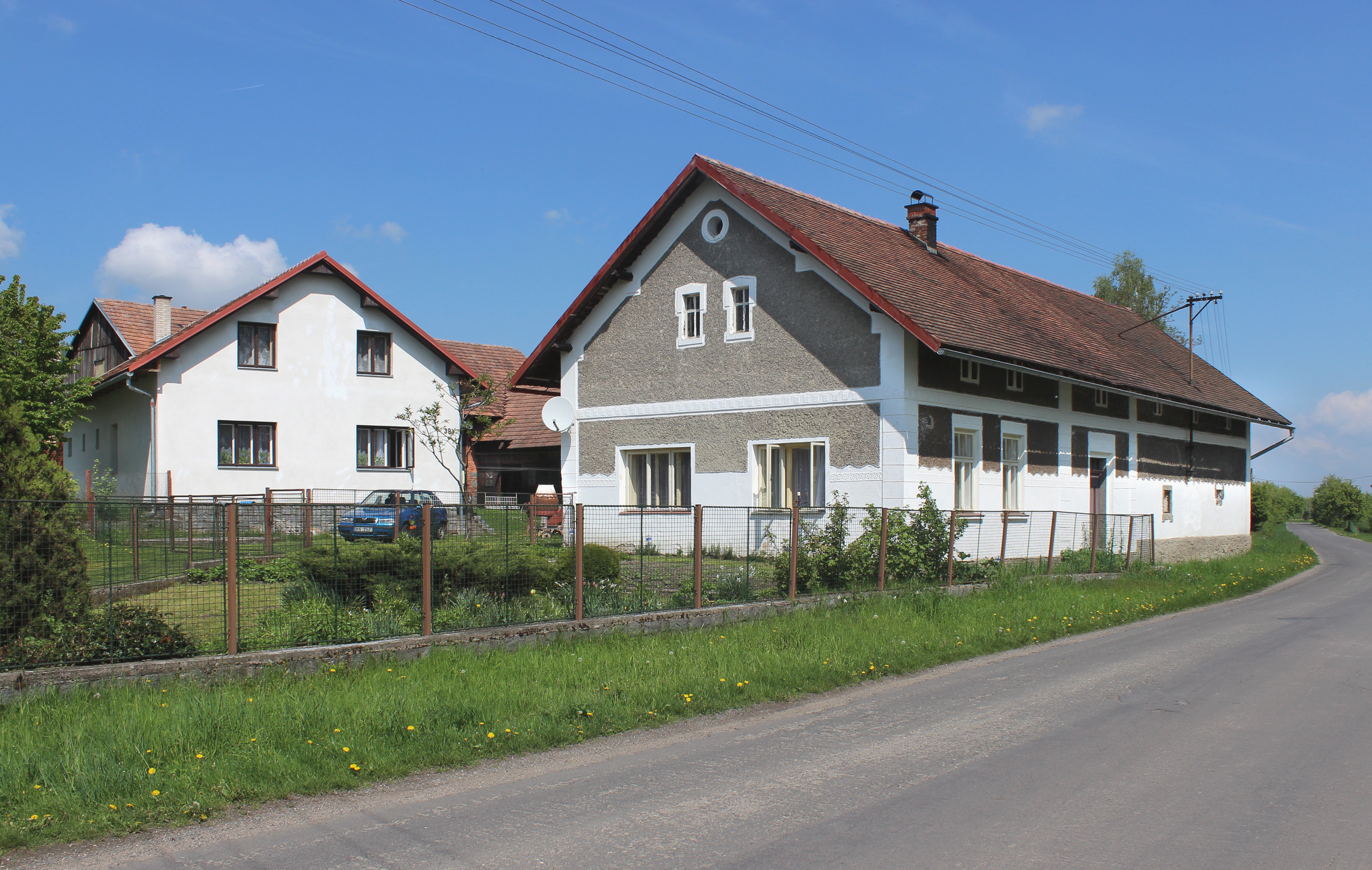
Silnice ke Skutči v severní části vsi